# Adoxophyes aurantia
Adoxophyes aurantia es una especie de polilla del género Adoxophyes, tribu Archipini, subfamilia Tortricinae.

## Distribución
Se distribuye por Micronesia.

## Taxonomía
Fue descrita por Clarke en 1976 y publicada en Insects Micronesia 9 (1): 127.